# Bruna de muntanya
La bruna de muntanya (Hyponephele lycaon) és una espècie de lepidòpter papilionoïdeu de la família dels nimfàlids (Nymphalidae) present als Països Catalans.

## Distribució
S'estén per gran part de la península Ibèrica, excepte el sud-oest, sud-est de França, sud de Suïssa, nord d'Itàlia, i per l'est d'Europa des del sud de Finlàndia fins als Balcans i Grècia. A l'Àsia ocupa zones temperades des de Turquia, el Caucas i Transcaucàsia fins a Mongòlia, la Xina i sud de Sibèria. Absent de les principals illes mediterrànies, excepte el nord de Sicília. A Catalunya és una espècie local i escassa que només es troba a la part occidental dels Pirineus i Prepirineus, amb un segon nucli als Ports de Tortosa-Beseit.

## Descripció
Envergadura alar d'entre 35 i 43 mm. Dimorfisme sexual evident per la presència, en els mascles, d'un androconi allargat a l'ala anterior. Anvers de l'ala anterior de color bru fosc, amb un ocel negre prop de la punta. La femella presenta la meitat exterior de l'ala anterior lleugerament més clara, amb dos ocels negres en comptes d'un. Anvers de l'ala posterior bru fosc, amb la part exterior més clara en les femelles. Revers de l'ala anterior de color ataronjat i amb un ample marge grisenc, amb un ocel en el cas dels mascles, i dos en el cas de les femelles. Revers de l'ala posterior grisós jaspiat de negre, amb una franja lleugerament més clara en alguns exemplars.

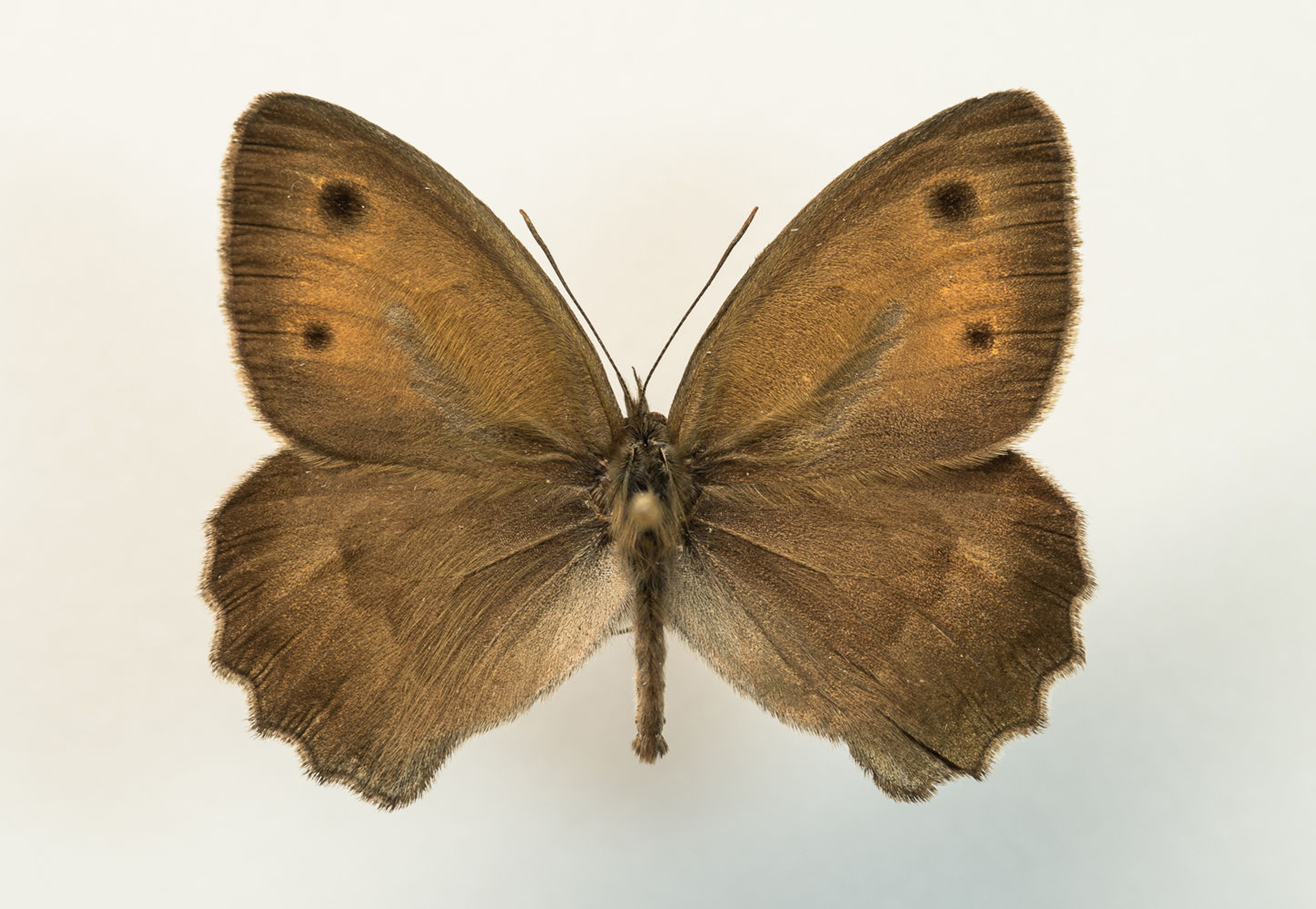
Hyponephele lycaon ♂

## Hàbitat
Ambients mediterranis i montans oberts secs, càlids i pedregosos, tals com prats secs, vessants rocallosos i landes. Rang altitudinal des del nivell del mar fins als 2100 m. L'eruga s'alimenta de diverses gramínies, com ara Festuca, Bromus o Stipa.

## Període de vol i hibernació
Vola en una única generació entre els mesos de juny i agost. Hiberna com a eruga.

## Espècies ibèriques similars
- Bruna de secà (Hyponephele lupina)
- Bruna de prat (Maniola jurtina)